# Rijksweg 74

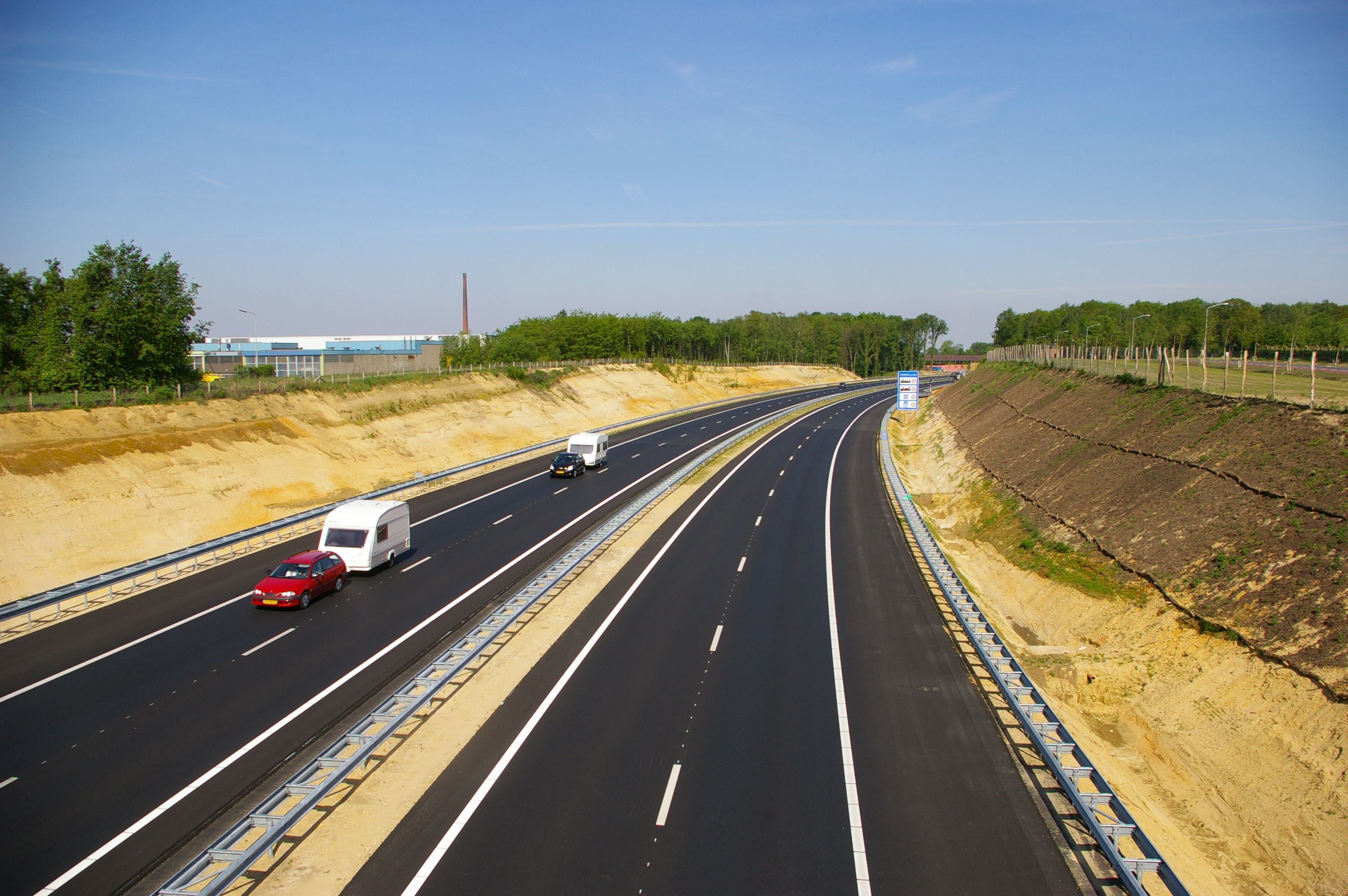
De A74 in noordwestelijke richting

De rijksweg 74 of A74 is een Nederlandse autosnelweg die loopt van de aansluiting met de A73 zuidelijk van Venlo naar de Duitse Bundesautobahn 61 (kortweg BAB61 of A61).  De weg verbetert de doorstroming van het (vracht)verkeer vanuit Nederland richting Duitsland en de leefbaarheid in de regio Venlo. Voorheen ging het doorgaande verkeer over de Klagenfurtlaan ten noorden en oosten van Venlo.
De A74 splitst zich af van de A73 bij knooppunt Tiglia ten zuiden van de Zuiderbrug bij Venlo. De A73 gaat vanaf het knooppunt in zuidelijke richting verder naar de A2. De A74 gaat vanaf dit punt in zuidoostelijke richting naar de Duitse grens en gaat daar over in een verlegd tracé van de BAB61. De nieuwe wegdelen zijn ongeveer 6 kilometer lang, waarvan 1893 meter op Nederlands grondgebied.

## Geschiedenis
In september 1995 werd een startnotitie gepubliceerd met daarin het voornemen een nieuwe verbinding tussen het Nederlandse en Duitse snelwegennet te realiseren bij Venlo.  Deze verbinding zou van de A67 of de A73 naar de Duitse BAB61 moeten lopen. De verkenningen naar de A74 werden mede gestart om verkeersoverlast in Venlo te verminderen. Bewoners langs de Klagenfurtlaan werden geconfronteerd met stank- en geluidsoverlast door het vele (vracht)verkeer tussen de A67 en de BAB61.

### Varianten
Voor de A74 werden in de aanloopfase vier varianten opgesteld; twee zogenaamde plateauvarianten (tussen A73 en BAB61) en twee Klagenfurtvarianten (tussen A67 en BAB61). Uiteindelijk werd gekozen voor een plateauvariant die ter hoogte van de Keulse Barrière aansluit op de BAB61. De Klagenfurtvarianten (vernoemd naar de Klagenfurtlaan) worden in de Venlose gemeenteraad sinds 2011 de "A75" genoemd, als alternatief voor de A74, waarvan volgens interne gemeentelijke stukken wordt verwacht dat hij in 2020 min of meer dichtgeslibd zal zijn geraakt.

### Besluitvorming en openstelling
Minister van Verkeer en Waterstaat De Boer (Kabinet-Balkenende I) koos – na een MER-studie – voor het 'verdiepte plateau-alternatief'. 
Oud-minister Peijs (Balkenende II en III) had geen eenduidige keuze gemaakt omdat er veel weerstand was bij omwonenden. In oktober 2006 beloofde de minister dat in december van dat jaar de resultaten van onderzoeken naar luchtkwaliteit beschikbaar zouden zijn, en dat dan in februari 2007 een ontwerp-tracébesluit zou worden genomen. Dit onder voorwaarde dat aan het besluit luchtkwaliteit werd voldaan.
Minister Eurlings (Balkenende IV) van Verkeer en Waterstaat ondertekende eind 2009 een nieuw ontwerp-tracébesluit, dat van december 2009 tot februari 2010 ter visie had gelegen. In april 2010 liet hij de Kamer weten voornemens te zijn het definitieve tracébesluit in het derde kwartaal vast te stellen. Daarbij gaf hij aan zich maximaal in te zullen spannen de A74 vóór de opening van de Floriade in Venlo in april 2012 in gebruik te kunnen nemen.
Op 9 augustus 2010 ondertekende minister Eurlings in Venlo het definitieve tracébesluit voor de aanleg van de A74, in overeenstemming met de ministers Huizinga (VROM) en Verburg (LNV). Tegen dit besluit was nog beroep aangetekend; onder meer de Stichting Geen Twee Snelwegen, de Stichting VieCuri en een aantal inwoners uit Venlo en Tegelen hadden de Raad van State gevraagd het tracébesluit van de toenmalige minister van Verkeer en Waterstaat te vernietigen. De Afdeling bestuursrechtspraak van de Raad van State verklaarde in een uitspraak van 27 april 2011 alle beroepen tegen het besluit dat de aanleg van de A74 mogelijk maakt ongegrond. Tegen de uitspraak van de Raad van State is geen hoger beroep mogelijk.
In december 2010 werd de 110 ton wegende Sint-Theresiakapel met een kraan en truck enkele honderden meters verplaatst om ruimte te maken voor de A74.
Op 4 april 2012 werd de snelweg officieel geopend door minister Schultz van Haegen (Kabinet-Rutte I) en haar Duitse collega Ramsauer (Kabinet-Merkel II). De plechtigheid was met het oog op de heersende crisis bewust sober gehouden; er waren korte toespraken en er werden zwerfkeien onthuld. Sinds 5 april 2012 is de snelweg open voor verkeer.

## Ecoducten
Het tracé doorkruist de ecologische hoofdstructuur van Nederland tussen de Jammerdaalse Heide en de Groote Heide. Om deze twee natuurgebieden toch met elkaar verbonden te laten, is besloten om een ecoduct aan te leggen waar het tracé verdiept is aangelegd. Het ecoduct kreeg uiteindelijk de naam Ecoduct Wambach. Met een breedte van 58 meter was het bij de bouw het breedste ecoduct van Nederland, maar inmiddels is er in Midden-Delfland een breder ecoduct, over de A4. Ook is Ecoduct Steilrand aangelegd, een ecopassage onder de weg voor de Wilderbeek en kwetsbare fauna.

## Aantal rijstroken en maximumsnelheid
| Traject                                  | Aantal rijstroken | Maximumsnelheid |
| ---------------------------------------- | ----------------- | --------------- |
| Knooppunt Tiglia - Duitse grens BAB61    | 2×2               | 120 km/h*       |
| * maximumsnelheid tussen 6-19h: 100 km/h |                   |                 |